# Rémy Butler
Pour les articles homonymes, voir Butler.
 (janvier 2015).
Rémy Butler, né en 1948, est un architecte et urbaniste français, professeur de théorie et pratique de la conception architecturale, architecte-conseil de l'État
Il est membre de l'Académie d'architecture.

## Biographie
Il entre à l'École nationale supérieure des beaux-arts en 1965 dans l'atelier Faugeron. Les événements de mai 68 l’amène à poursuivre ses études de manière autonome. Il travaille avec Paul Chemetov à l’AUA en 1971, passe son diplôme en 1973, travaille quatre ans avec Pierre Riboulet à l'Atelier de Montrouge, dont il démissionne en 1975 pour fonder sa propre agence en 1977.
Parallèlement à son activité d’architecte et d’urbaniste, Rémy Butler commence à enseigner en 1977. Maître de conférences à l’ENPC, il enseigne la composition urbaine. Il est nommé en 1994 professeur de théorie et pratique de la conception architecturale dans les écoles d'architecture et enseigne jusqu’en 2014 à l'École nationale supérieure d'architecture de Paris-Val de Seine. De 2011 à 2014, il y est membre du conseil scientifique,[réf. souhaitée].
En 1980, Rémy Butler est nommé architecte-conseil de la Savoie, notamment auprès du comité d'organisation des Jeux olympiques d'Albertville. Il organise le concours pour la réorganisation du centre de Val d’Isère (Jean-Louis Chanéac est le lauréat). Puis architecte-conseil à la Direction des Routes, il organise la consultation pour le viaduc de Millau.[réf. souhaitée] . De 1980 à 2007, Rémy Butler est architecte-consultant à la MIQCP - Mission interministérielle pour la qualité des constructions publiques. Parallèlement, de 2011 à 2017, il est architecte-conseil de l’administration centrale. À ce titre, en tant qu’architecte urbaniste ou enseignant, Rémy Butler est appelé à participer à de nombreux jurys, notamment pour le choix du concepteur de l’ensemble du projet urbain d’Euralille en 1988, pour le Viaduc de Millau en 1994, pour l’admission des architectes et urbanistes de l’État de 1996 à 2002, pour le recrutement des professeurs des écoles d'architectures en 2014.
En 2015, son ouvrage Réflexion sur la question architecturale est publié aux éditions Les Belles Lettres et reçoit le Prix de l'Académie française.
En 2014, Rémy Butler crée la « Fondation Rémy Butler pour l'architecture » (sous l’égide de la Fondation de France), dont l'objet est d'encourager la réflexion sur l'architecture, notamment les études et recherches théoriques qui pensent la situation de l'architecture et de ses acteurs dans la société. La Fondation Rémy Butler décerne chaque année un prix du meilleur mémoire de master en architecture.[réf. souhaitée]

## Principales réalisations
Groupe scolaire de Beauregard à Torcy (1978), îlot du Château d’Eau à Reims (1981), blocs opératoires à l’Hôpital Avicenne à Bobigny (1982), bâtiment ORL à l'Hôpital Bichat à Paris (1984), centre de distribution de la Seita à Marne-la-Vallée (1986), Université de Calais (1987 et 1995)[réf. souhaitée], lycée Stanislas à Nancy (1990), maison d’arrêt de Brest (1990), garage-atelier et poste de commandement d’Orlyval à Wissous (1990),  station d’Orlyval à Antony (1991), logements et aménagement urbain à Chatenay-Malabry (1992), clinique de la Sagesse à Rennes (1995), Université d’Évry (1994), complexe sportif de Publier (1995/99), Hôpital de Saint-Dié (1998), passerelle piétonne du Stade de France à Saint-Denis (1998), Hôpital de Oissel (1999), rénovation de l’Hôtel Dieu et de l’Hôpital Saint-Antoine à Paris (1988 à 1999),[réf. souhaitée] Palais de Justice d’Épinal (2001), maternité de l’Hôpital Bichat (2004), Hôpital Mère-Enfant de Nantes (2004), Institut d'Urbanisme de Paris à Créteil (2005), bâtiment hospitalier polyvalent au CHU de Caen (2005), réaménagement de la place Napoléon III à Brest (2007), Centre Hospitalier de Laval (2009), Hôpital Mère-enfant à Niort (2011), Centre hospitalier de Château-Thierry (en cours), Hôpital universitaire vétérinaire à Maisons-Alfort (2009), Hôpital Sébastopol et la Résidence Marguerite Rousselet de Reims (2011), Hôpital Mère-enfant à Auxerre (2012), Hôpital Emile Muller 3 à Mulhouse (2018).

## Études
- École nationale supérieure des beaux-arts (ENSBA)
- École nationale des ponts et chaussées (ENPC)

## Diplômes et titres
- Architecte DPLG, École nationale supérieure des beaux-arts, 1973
- CES d'urbanisme, École nationale des ponts et chaussées, 1975
- Professeur des écoles d'architecture, 1994
- Membre de l'Académie d'architecture, 2001[réf. nécessaire][6]

## Distinctions
- Prix d'architecture contemporaine du Conseil général de Seine-et-Marne (1986)
- Médaille d'argent de l'Académie d'architecture (1987)[6]
- Prix Jacques-de-Fouchier de l'Académie française 2015 pour son ouvrage Réflexion sur la question architecturale publié aux éditions Les Belles Lettres

## Publications et études
- Divers articles in la revue PLACE, Éditions Solin (1975-1977)
- De la cité ouvrière aux grands ensembles, Petite Collection Maspéro (avec P. Noisette) 180 p. 1977
- Le logement social en France 1815–1981 (avec Patrice Noisette), collection Fondation, La Découverte, 200 p. (1983)
- Héritage en projet, un projet d’héritage, La Pierre d’Angle, n° 23 mai/juin 1998
- Ouvrage d'art et grand paysage, La Pierre d'Angle, 2001
- L’Architecture du plateau technique in Le plateau technique médical à l'hôpital, ouvrage collectif sous la direction du Docteur Georges Broun, Éd. Eska, 2002
- MCMLXXVII : de 1977 à 2007, travaux de l’agence Rémy Butler, éditions Archibooks, 250 p. 2007
- Ultime contribution in Vacances de la critique, actes du deuxième colloque Pierre Riboulet, ouvrage collectif, éditions du Linteau, 2007
- Réflexion sur la question architecturale, éditions Les Belles Lettres. 2015[7]
- "Vers un déconfinement architectural", tribune publiée dans Le Monde, 23 mai 2020

## Interviews et portraits
- Helge & Margaret Bofinger, "Junge Architekten in Europa" avant-propos de Philip Johnson, Kohlhammer Verlag,  Stuttgart Berlin (1983)
- "Tiré à part" Portrait de Rémy Butler par Dominique Amouroux, in Architecture Intérieure Créé, n° 191 novembre/décembre 1982
- "Battling Butler" par François Lamarre in d'A n°1, décembre 1989
- "Rémy Butler aime gérer l'aléatoire" d'Hélène Constantiny in Développeurs, février/mars 1991
- Savoie : l’après-J.O. in d’Architecture, avril 1992
- "Rémy Butler par Françoise Arnold" - Edition A. Tempera 180 pages, en préparation
- La maison d'arrêt de Brest : FR 3 Bretagne le 2 juin 1990 et France Culture "Les nuits magnétiques" le 5 juin 1990
- Les Jeux olympiques d'Albertville : France Culture "Permis de Construire" mars 1990 et février 1992